# Eusterinx pseudoligomera
Eusterinx pseudoligomera là một loài tò vò trong họ Ichneumonidae.